# Antonina Makárova
Antonina Makárovna Makárova (en ruso: Антони́на Мака́ровна Мака́рова, 1 de marzo de 1920 - 11 de agosto de 1979), de soltera: Panfílova, fue una criminal de guerra y verdugo soviética que colaboró con la Alemania nazi durante la Segunda Guerra Mundial. De 1942 a 1943, ejecutó a cientos de judíos, partisanos y otros ciudadanos soviéticos, así como a sus familiares con una ametralladora. Makárova fue capturada por la KGB soviética en 1976 e investigada durante un año antes de ser arrestada en 1978. Fue declarada culpable de traición, sentenciada a muerte y ejecutada en 1979. Era conocida como «Tonia, la chica de la ametralladora». Fue procesada por su papel en al menos 168 ejecuciones, aunque se cree que estuvo implicada en unos 1500 asesinatos.

## Biografía

### Infancia y juventud
Antonina Makárova nació el 1 de marzo de 1920 en la pequeña localidad rural de Malaya Volkovka en el Uyed de Sichiovski de la gobernación de Smolensk (ahora en el óblast de Smolensk en Rusia), entonces parte de la RSFS de Rusia. Su nombre de nacimiento era Antonina Panfílova. En su primer día de escuela, el nombre de Panfílova fue erróneamente escrito como Makárova. De pequeña Antonina era demasiado tímida para pronunciar su apellido en voz alta, por lo que sus compañeros de clase le habían dicho, erróneamente, a su maestra que se apedillaba Makárova (por el nombre de pila de su padre, Makar). Por lo que los documentos oficiales hacían constar este apellido, a pesar de que en la oficina de registro de nacimientos figuraba como Panfílova. Ya de adulta, se mudó a Moscú para estudiar en la universidad.

### Segunda Guerra Mundial
Cuando comenzó la invasión alemana de la Unión Soviética, se unió al Ejército Rojo como enfermera voluntaria. Durante su servicio militar, Makárova también aprendió a usar una ametralladora. En el otoño de 1941, los alemanes rodearon a alrededor de 600.000 soldados soviéticos en la bolsa de Viazma, entre ellos estaba Antonina, que en ese momento tenía 21 años. Sin embargo fue capaz de escapar del cerco y, como miles de soldados soviéticos rezagados, se vio obligada a vagar por los bosque durante meses, alimentándose de lo que le proporcionaban los campesinos locales. Hasta el verano de 1942, cuando llegó al pueblo de Lokot (en el óblast de Briansk, ocupada por los alemanes). Lokot, era la capital de la «Autonomía de Lokot», un pequeño estado colaboracionista establecido por los nazis en octubre de 1941, la región estaba al mando del burgomaestre, Konstantín Voskoboinik (en enero de 1942 fue asesinado por los partisanos y las autoridades alemanas lo sustituyeron por Bronislav Kaminski). A pesar de está aparente autonomía la región estaba bajo supervisión alemana y algunas unidades de la 102.ª División de Infantería húngara estaban estacionadas en la zona.
En enero de 1942 fue contratada como tiradora de ametralladoras y se le asignó el trabajo de ejecutar prisioneros de guerra y partisanos soviéticos, así como sus familias. Por lo general, a Makárova se le ordenaba ejecutar grupos de 27 personas a la vez, que era el número de prisioneros que podía albergar la cárcel local, que además servía a Antonina de vivienda. Por las noches, pasaba tiempo con oficiales alemanes junto con mujeres locales que trabajaban como prostitutas. Muchos años después Makárova explicó a los investigadores de la KGB como realizaba las ejecuciones:

No conocía a la gente a la que disparaba. Y ellos no me conocían a mí. Así que no sentía vergüenza ante ellos... Para mí, todos los condenados a muerte eran iguales. Sólo su número cambiaba... Los arrestados se alineaban frente a la fosa. Uno de los hombres llevaba mi ametralladora al lugar de la ejecución. Por orden de mis superiores, me arrodillaba y disparaba hasta que todos caían muertos

En el caso de que alguno de los ajusticiados sobreviviera o resultara herido, ella misma se encargaba de rematarlos con su pistola. Una vez, varios niños sobrevivieron, ya que las balas pasaron por encima de sus cabezas. Se hicieron los muertos y los lugareños, que habían venido a enterrar a las víctimas, los recogieron y los entregaron a los partisanos soviéticos que vivían en el bosque.
En el verano de 1943, cuando la marcha de la guerra comenzaba a cambiar en contra de los alemanes, Makárova y las otras mujeres se marcharon a Briansk para recibir tratamiento contra la sífilis y ya no regresaron nunca más, con lo que su rastro se perdió.

### Posguerra
Cuando el Ejército Rojo liberó la región de Lokot, en el barranco cercano a la prisión, se descubrieron los restos de 1500 personas. Inmediatamente, el servicio de contraespionaje de la Unión Soviética, SMERSH, abrió una investigación sobre los asesinatos.  A pesar de que interrogaron a muchos colaboradores nazis y a la población local y estudiaron minuciosamente numerosos documentos, no pudieron averiguar nada sobre el lugar de nacimiento de Makárova o sobre sus familiares. Poco después de terminar la guerra, en 1945, Makárova se casó con un veterano de guerra, el sargento Viktor Ginsburg, que era judío y adoptó su apellido convirtiéndose en Antonina Ginzburg. Toda la familia de su esposo había sido ejecutada por alemanes y colaboracionistas soviéticos durante la guerra. Se establecieron en Lépiel, una pequeña localidad de la RSS de Bielorrusia, donde trabajaba en una fábrica textil y tuvieron dos hijas, una de ellas nació en 1947 y la otra unos años después. Antonina y su esposo vivían como ciudadanos soviéticos respetados disfrutando de todos los privilegios otorgados a los veteranos de guerra, incluso daba charlas a los jóvenes.

## Juicio y ejecución
La KGB mantuvo el caso abierto durante muchos años pero no pudo dar con el paradero de la «verdadera» Antonina Makárova. En 1976, las autoridades soviéticas estaban comprobando la documentación de un oficial del ejército soviético llamado Panfílov para obtener un permiso para salir en una misión en el extranjero. Descubrieron que todos en su familia tenían el apellido Panfílov excepto uno: una mujer llamada Antonina Makárova (Ginsburg después del matrimonio). Las autoridades soviéticas habían estado buscando en los registros de nacimiento a una mujer apellidada Makárova pero puesto que había sido registrada al nacer como Panfílova no apareció en la búsqueda que llevaron a cabo. Más tarde fue reconocida por varios testigos que habían conocido a Makárova durante la guerra. Debido al grave problema que suponía acusar injustamente a un veterano de guerra y destruir su reputación, la KGB pasó un año observando cuidadosamente a Makárova. Trajeron personas a Lépiel que conocían y podían identificar a la mujer conocida como «Tonia, la chica de la ametralladora». Estas personas eran antiguos amantes y colaboradores que habían cumplido condena en diferentes Gulag. Al final, confirmaron que la respetable veterana de guerra Antonina Ginzburg no era otra que la huida «chica de la ametralladora». Makárova fue arrestada inmediatamente.
Su esposo estaba confundido por su arresto e insistió en que los cargos tenían que ser un error. Después de que los investigadores le mostraran que la evidencia de su culpabilidad era abrumadora, entró en una depresión.
A lo largo de su interrogatorio, mantuvo la calma, creyendo que debido al lapso de tiempo, solo cumpliría unos pocos años en prisión. Sin embargo, fue declarada culpable de traición por su papel en las 168 ejecuciones (aunque se encontraron 1500 cadáveres solo se pudo demostrar de forma fehaciente su implicación en el asesinato de 168 personas) y sentenciada a muerte en noviembre de 1978. Fue fusilada el 11 de agosto de 1979. Fue una de las tres únicas mujeres ejecutadas en la Unión Soviética después del final de la Segunda Guerra Mundial, las otras dos fueron Berta Boródkina (1985) por delitos económicos y la asesina en serie Tamara Ivaniútina (1990).